# San Agustín (Colombia)

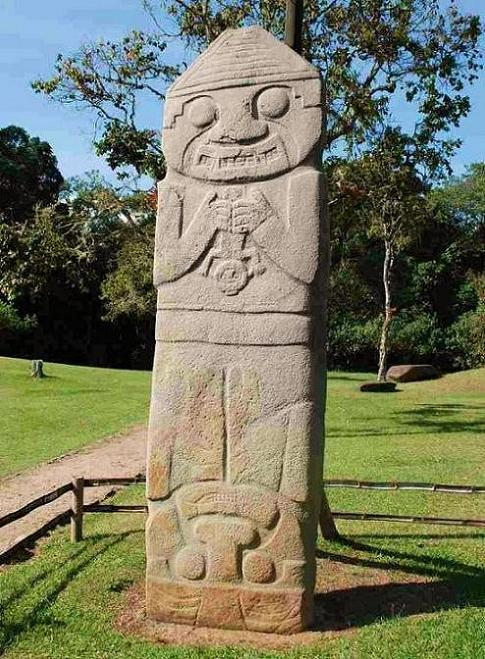
San Agustín

San Agustín è un comune della Colombia facente parte del dipartimento di Huila.
Il centro abitato venne fondato da Lucas de Herazo y Mendigaña nel 1790.
Il comune ospita il Parco Archeologico San Agustín, dichiarato Patrimonio dell'umanità dall'UNESCO.